# Оберхоффер, Эмиль
Эмиль Оберхоффер (нем. Emil Oberhoffer; 10 августа 1867, Мюнхен — 22 мая 1933, Сан-Диего) — американский дирижёр немецкого происхождения. Он основал Миннеаполисский симфонический оркестр (ныне известный как Оркестр Миннесоты) и был его дирижером в течение первых 19 лет существования.

## Биография
Родился в музыкальной семье, его отец был известным органистом, композитором и дирижером. Он достаточно рано проявил талант к игре на органе и скрипке, учился у Цирила Кистлера, а затем в Париже у Изидора Филиппа.
В 1885 году переехал в Нью-Йорк, получил гражданство в 1893 году. С 1897 года работал в Сент-Поле в качестве учителя, лектора, концертного исполнителя и дирижера. Руководил в Миннеаполисе хоровым обществом «Клуб Аполлона», организовал Хоровую ассоциацию Шуберта и оркестр Шуберта в Сент-Поле.
В 1903 г. основал в Миннеаполисе симфонический оркестр, которым руководил до 1922 г. Оркестр дебютировал в Карнеги-холле в 1912 году. Он также был органистом и музыкальным руководителем в Церкви Христа Спасителя и основал кафедру музыки в Университете Миннесоты.
Покинув Миннесоту после обострившихся отношений с руководством оркестра, обосновался в Калифорнии, где дирижировал различными местными оркестрами. Оставил некоторое количество собственных композиций.
Дом Оберхоффера, построенный для него архитектором Полом Хогеном в Лейквилле около 1913 года, включён в реестр исторических мест Миннесоты.